# Білення
Бі́лення — сукупність хімічних процесів, за допомогою яких видаляють домішки і усувають небажане природне забарвлення з різних матеріалів, надаючи їм білого кольору (текстильні матеріали, деревна маса, віск та інші).
Білення застосовують переважно в текстильній промисловості, особливо для обробки виробів з бавовни та льону. Для цього використовують розчини кислот, лугів, окислювачів, розшліхтувальних ензиматичних препаратів і воду. Під час діяння цих реагентів відбуваються біохімічні, хімічні і фізико-механічні процеси, внаслідок чого природні барвники і домішки, що містяться в сирових волокнистих матеріалах (азотні, пектинові, воскоподібні, мінеральні та ін.), руйнуються, емульгують і видаляються під час промивання. Текстильні вироби набувають стійкої білості, добре і рівномірно змочуються, стають гігроскопічними й м'якими.